# Lomako-Yokokala viltreservat
Lomako-Yokokala viltreservat är ett viltreservat i Kongo-Kinshasa, upprättat 2006. Det ligger i provinserna Mongala och Tshuapa, i den centrala delen av landet, 900 km nordost om huvudstaden Kinshasa. Det avgränsas av floderna Lomako i söder och Yokokala i norr.